# Cacopsylla sorbi
Cacopsylla sorbi är en insektsart som först beskrevs av Linnt 1767.  Cacopsylla sorbi ingår i släktet Cacopsylla och familjen rundbladloppor. Arten är reproducerande i Sverige. Inga underarter finns listade i Catalogue of Life.

## Bildgalleri

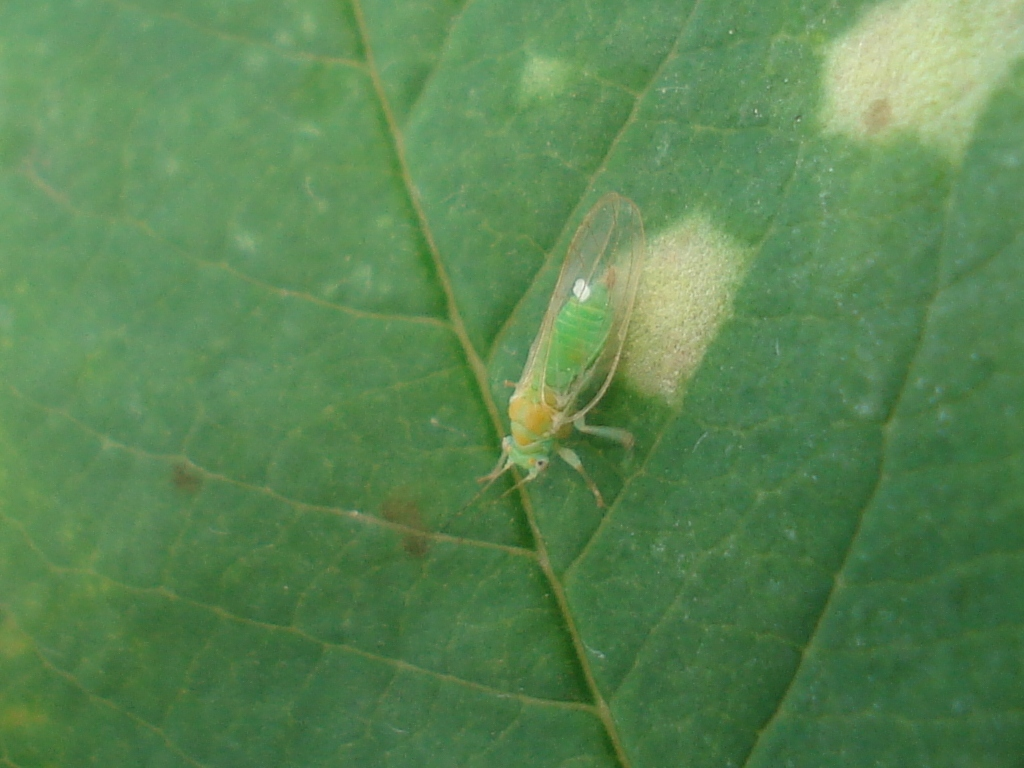
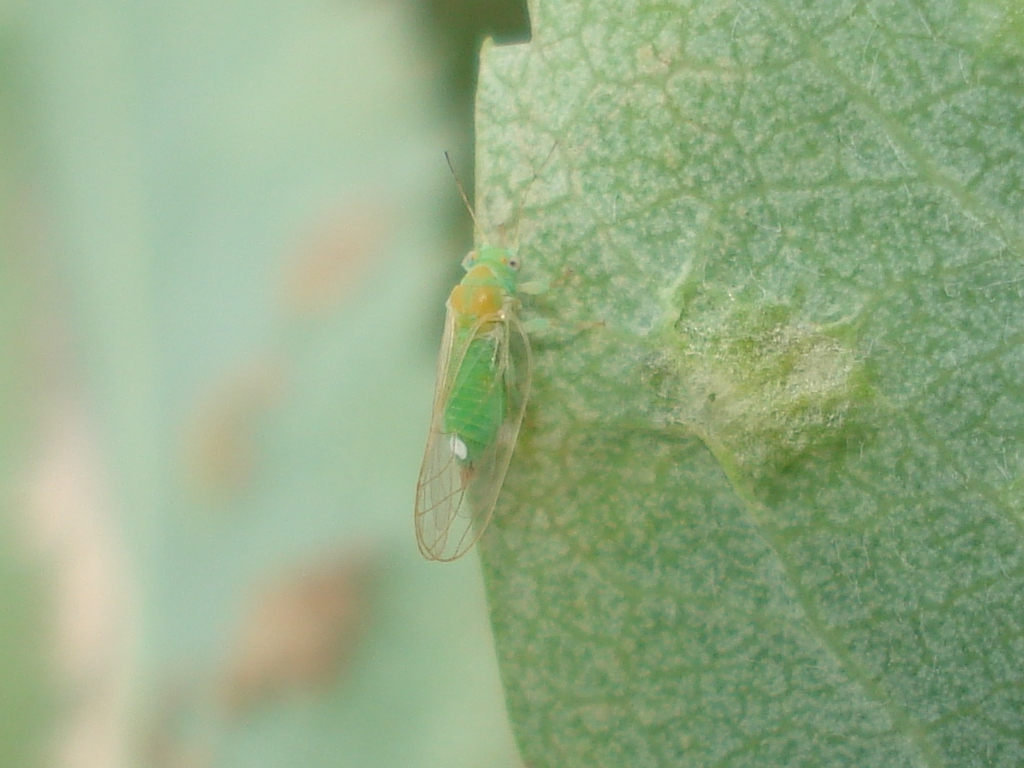